# Mike Ohlman
Michael Livingston Ohlman (né le 14 décembre 1990 à Bradenton, Floride, États-Unis) est un receveur des Blue Jays de Toronto de la Ligue majeure de baseball.

## Carrière
Mike Ohlman est réclamé au 11e tour de sélection par les Orioles de Baltimore lors du repêchage amateur de 2009. Il n'atteint le niveau majeur qu'après 9 saisons dans les ligues mineures, jouées avec des clubs affiliés aux Orioles de 2009 à 2014, puis aux Cardinals de Saint-Louis en 2015 et 2016. Il signe un contrat avec les Blue Jays de Toronto avant la saison 2017, qu'il commence avec leur club-école de Buffalo avant de faire ses débuts dans le baseball majeur avec Toronto le 9 mai 2017.